# Сельское поселение «Деревня Озеро»
Сельское поселение «Деревня Озеро» — муниципальное образование в составе Юхновского района Калужской области России.
Центр — деревня Озеро.

## Население
| 2010 | 2012 | 2013 | 2014 | 2015 | 2016 | 2017 |
| ---- | ---- | ---- | ---- | ---- | ---- | ---- |
| 313  | ↘299 | ↘288 | ↘286 | ↘277 | ↗281 | ↘262 |
| 2018 | 2019 | 2020 | 2021 |      |      |      |
| ↘260 | ↘251 | ↘247 | ↗331 |      |      |      |

## Состав
В поселение входят 9 населённых мест:
- деревня Озеро
- деревня Давыдово
- деревня Есипово
- деревня Кастрамово
- деревня Лунево
- деревня Малое-Среднее
- деревня Сулихово
- деревня Троекуровка
- деревня Чибири